# Lucie Schejbalová
Lucie Schejbalová, také známá jako Sejroška (* 24. září 1987 Chlumec), je česká youtuberka, komička a beauty vlogerka. Ve volbách do Evropského parlamentu v roce 2019 byla lídryní recesistické strany ANO, vytrollíme europarlament.

## Život a kariéra
Narodila se v roce 1987 v Chlumci v Ústeckém kraji. Později se přestěhovala do Prahy.
Po studiu na gymnáziu studovala Vysoké škole ekonomické a na Univerzitě Jana Evangelisty Purkyně v Ústí nad Labem, kde získala bakalářský titul v oboru Regionální a lokální rozvoj. V minulosti se živila doučováním nebo hlídáním dětí, jako lektorka na dětských táborech, prodavačka v obchodě s potravinami, obsluha baru nebo jako pracovník v callcentru. V květnu 2016 začala pracovat na manažerské pozici.

### Působení na sociálních sítích
Svůj YouTube kanál s přezdívkou Sejroška založila v březnu 2015. Jeho hlavním obsahem jsou parodická videa, v nichž paroduje líčení a používání kosmetiky. Tvorbou videí se nicméně nikdy neživila.
V listopadu 2016 účinkovala v Mixxxer show na stanici Óčko. V listopadu 2017 byla hostem v Show Jana Krause. V září 2022 začala působit v podcastu Fresh Cast.

#### Přezdívka
Na jednom z táborů, který vedla, jí účastníci označili slovem Sejr poté, co v noci jedla tavené sýry.

## Kandidatura do Evropského parlamentu
V roce 2019 byla lídryní recesistické strany ANO, vytrollíme europarlament (zkratka EU TROLL) ve volbách do Evropského parlamentu. Před volbami například uváděla, že mezi priority strany patří zavedení kryptoměny pitkojt jako oficiálního platidla, evropských dotací na okurkový salát nebo dotací na tzv. „šimering“. Strana požadovala také zastavení přijímání členských států Evropské unie s argumentem, že by v případě přijímání dalších zemí nezbylo dostatek peněz na dotace pro Českou republiku. Rovněž slibovala pro Českou republiku moře. Tehdy aktuální problém tzv. dvojí kvality potravin chtěla vyřešit zavedením třetí kvality potravin pro Maďarsko a Slovensko, aby na tom Česká republika nebyla nejhůře. Kromě toho strana podporovala mimo jiné také auta na dřevoplyn nebo postavení zdi kolem Velké Británie, aby bylo zamezeno údajným prchajícím Britům, jejichž země opouštěla Evropskou unii, na území EU vniknout.
Na kandidátce uváděla své povolání jako youtuberka a „šimering expert“.
Zajímavostí je, že z názvu strany, kterou do voleb vedla, měli obavy někteří představitelé ANO 2011, kteří se obávali toho, že může hnutí ubrat hlasy ve volbách, protože část voličů může názvy stran zaměnit. Hnutí se tak obrátilo na ministerstvo vnitra, které v situaci problém nevidělo. Schejbalová k situaci uváděla, že zaznamenala, že proti nim kandiduje jistá recesistická strana s podobným názvem, o které se nicméně údajně dozvěděla až od novinářů. Po volbách dodala, že je hnutí připravilo o hlasy a pravděpodobně i o mandáty v Evropském parlamentu. Ve 24 českých obcích nicméně strana získala více hlasů než hnutí ANO.
Ve volbách nakonec strana získala přes 37 tisíc hlasů (tj. 1,56 %), čímž překročila nutnou jednoprocentní hranici k zisku státního příspěvku na činnost ve výši 30 Kč za hlas. Strana tak pod jejím vedením získala nárok na příspěvek ve výši 1 111 380 korun. Po volbách nicméně Schejbalová uvedla, že strana bude muset zaplatit pokuty v řádech statisíců korun, protože při kandidatuře nedodržela všechny zákonné náležitosti. Z příspěvků nakonec sama získala asi 100 tisíc korun. Uvedla také, že je zklamaná, neboť strana očekávala ve volbách zisk alespoň osmi z jednadvaceti mandátů. Dodala, že strana bude chtít kandidovat i v nadcházejících senátních a komunálních volbách, nakonec se tak nicméně nestalo a v žádných dalších volbách již nekandidovala.
V říjnu 2021 navrhl Úřad pro dohled nad hospodařením politických stran vládě pozastavit činnost strany, v prosinci 2023 byla strana definitivně rozpuštěna.